# Ensenada de Pabellones
Ensenada de Pabellones es un cuerpo de agua costero situado frente al golfo de California, en el municipio de Navolato, estado de Sinaloa, México.
Es un humedal de importancia para la avifauna residente y migratoria porque se encuentra situado dentro del corredor migratorio del Pacífico, convirtiéndose en una de las zonas de invernada para aves playeras.

## Datos generales
El límite sureste de la ensenada está delimitado por la península Lucenilla, de costa rectilínea. Paralela a ella se encuentra la punta Las Arenitas. El noreste de la ensenada está conformado por un arco de paleodunas (dunas fósiles) modificado artificialmente. Contiene varios islotes e isletas. Tiene una superficie de entre 45 000 ha y 49 777,5 ha y está comunicada con el mar por la boca natural La Tonina de 2 km de anchura, ubicada entre la península Lucenilla y la isla Redo (en la bahía Altata, contigua a la ensenada). En ella desemboca el río Culiacán y otros cursos de agua de menor tamaño. La profundidad media es de 1,5 m con un máximo de 17,5 m en la boca La Tonina.
El clima de la zona es seco con una temperatura promedio de entre 22 °C y 26 °C. Las precipitaciones son de entre 300 y 600 mm anuales. El suelo es arcilloso, por lo cual el drenaje es insuficiente y en épocas secas se vuelve muy duro. Las actividades que se desarrollan en el área son la agricultura, la acuicultura, la pesca y la caza.

## Clasificación
La Comisión Nacional para el Conocimiento y Uso de la Biodiversidad (Conabio) la incluyó en una de las regiones hidrológicas prioritarias de México, (n.º 19) clasificándola como área de alta biodiversidad, área de uso por los diferentes sectores y área que presenta algún tipo de amenaza.
Según el Plan de Manejo de Aves Acuáticas de Norteamérica (NAWMP, North American Waterfowl Management Plan) es un área de prioridad para aves acuáticas en la región de la costa del Pacífico. 
El 2 de agosto de 1978 se creó la «zona de reserva y refugio de aves migratorias y de la fauna silvestre de las islas del golfo de California», que incluye islotes e isletas de la ensenada de Pabellones. El 7 de junio de 2000 cambió su categoría y denominación a «área de protección de flora y fauna Islas del Golfo de California». Además las islas son parte de la Red Mundial de Reservas de la Biosfera de la Unesco y el conjunto de islas y áreas protegidas del Golfo de California fueron declaradas Patrimonio de la Humanidad.
En 1999 se convirtió en el AICA n.º 67 de México, con categoría G-4-A. En enero de 2008 fue designada para formar parte de la red hemisférica de reservas para aves playeras como sitio de categoría internacional. También en 2008 fue calificada como humedal de importancia internacional ingresando a la lista Ramsar con la categoría Ib.

## Formación
Su origen se relaciona con la aislación del golfo de California de dos grupos de barreras litorales de constitución arenosa. Así se formó una bahía amplia con varias barreras litorales de sedimentos aluviales. Con la fluctuación de la marea se incrementó el aporte de sedimentos que formaron nuevas barreras litorales arenosas creando así un complejo lagunar que incluye a la bahía Altata.

## Flora
La vegetación está compuesta por comunidades de bosque espinoso, matorrales xerófilos y especies acuáticas y subacuáticas. Hay presencia de manglares con especies de mangle rojo, negro y blanco. También hay ejemplares de guayacán y vegetación flotante de los géneros Ruppia, Najas y Eichhornia (camalotes). 

## Fauna
Al estar situada dentro del corredor migratorio del Pacífico, la ensenada se convierte en un lugar de importancia crítica para la avifauna migratoria y local. Recibe más de 300 000 aves playeras migratorias durante el invierno, con contingentes superiores a las 400 000 aves durante los picos migratorios.
Se identificaron más de doscientas noventa especies de aves, de las cuales el 80 % son neotropicales.
Aves endémicas.
Entre otras, habitan la ensenada: chachalaca vientre castaño, urraca de copete, chara de Beechy, cuervo sinaloense, codorniz cresta dorada, vencejo nuquiblanco mexicano (Streptoprocne semicollaris), chivirín sinaloense (Thryothorus sinaloa), chivirín feliz (Pheugopedius felix), perlita sinaloense (Polioptila nigriceps).
Aves migratorias.
Algunas de las centenares de aves avistadas en la ensenada son: avoceta americana (más del 10 % de la población mundial), correlimos de Alaska, picopando canelo, suirirí bicolor o pijiji canelo, suirirí piquirrojo o pijiji aliblanco, ganso careto, ganso blanco, pato joyuyo, pato aliverde, ánade real, pato mexicano (Anas diazi), pato golondrino, cerceta aliazul, cerceta canela, pato chalcuán o silbón americano, pato coacoxtle, porrón acollarado o pato pico anillado, porrón bola.
Otras especies.
Coyote, tortuga del golfo, iguana, cocodrilo americano, entre otras.